# Matériel roulant du TER Bretagne
Cette page est une annexe de l'article « TER Bretagne ».
Cette liste recense les parcs de matériels roulants utilisés par le réseau TER Bretagne.

## Matériel roulant

### Matériel thermique

#### X 73500

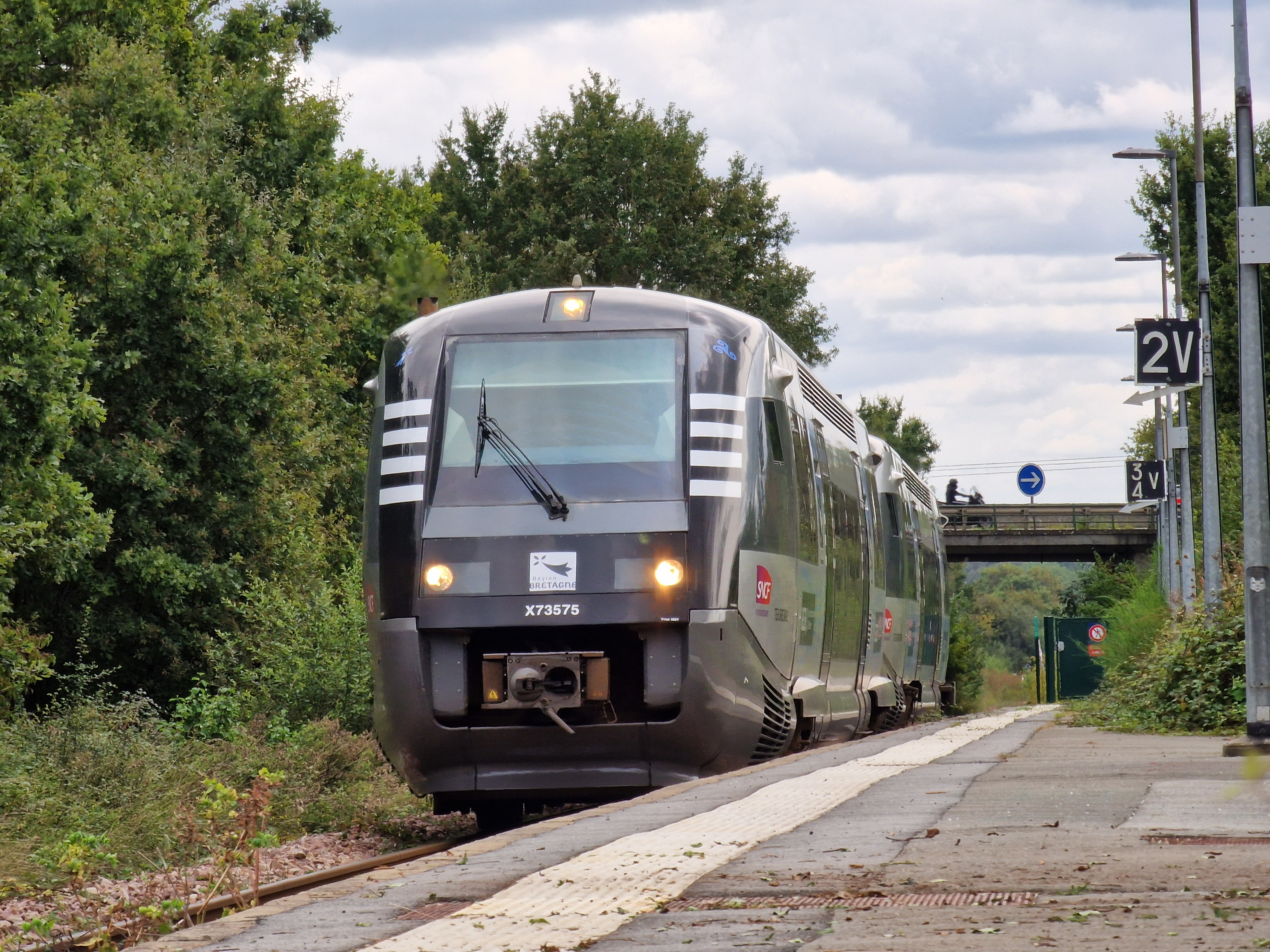
X 73500 du réseau TER Bretagne à La Poterie sur une liaison Rennes-Châteaubriant.

| Rames   | Mise en service  | Radiation | Livrée   | STF | Baptême/obs              |
| ------- | ---------------- | --------- | -------- | --- | ------------------------ |
| X 73513 | 13 décembre 1999 | –         | BreizhGo | SBR | Ex-Pays de la Loire      |
| X 73514 | 13 décembre 1999 | –         | BreizhGo | SBR | Ex-Pays de la Loire      |
| X 73522 | 7 janvier 2000   | –         | BreizhGo | SBR | Argoat                   |
| X 73532 | 28 mars 2000     | –         | BreizhGo | SBR | Ex-Pays de la Loire      |
| X 73538 | 8 juin 2000      | –         | BreizhGo | SBR | Armor                    |
| X 73574 | 8 février 2001   | –         | BreizhGo | SBR | –                        |
| X 73575 | 7 février 2001   | –         | BreizhGo | SBR | –                        |
| X 73583 | 22 mars 2001     | –         | BreizhGo | SBR | –                        |
| X 73588 | 26 avril 2001    | –         | BreizhGo | SBR | –                        |
| X 73590 | 25 avril 2001    | –         | BreizhGo | SBR | –                        |
| X 73596 | 1er juin 2001    | –         | BreizhGo | SBR | –                        |
| X 73597 | 14 juin 2001     | –         | BreizhGo | SBR | –                        |
| X 73598 | 6 juin 2001      | –         | BreizhGo | SBR | –                        |
| X 73599 | 15 juin 2001     | –         | BreizhGo | SBR | –                        |
| X 73601 | 18 juin 2001     | –         | BreizhGo | SBR | Hte Bretagne/Breizh-Uhel |
| X 73603 | 27 juillet 2001  | –         | BreizhGo | SBR | –                        |
| X 73604 | 10 juillet 2001  | –         | BreizhGo | SBR | Émeraude/Emrodez         |
| X 73605 | 10 juillet 2001  | –         | BreizhGo | SBR | –                        |

### Matériel bimode

#### B 82500
| Rames       | Mise en service   | Radiation        | Livrée          | STF | Baptême/obs    |
| ----------- | ----------------- | ---------------- | --------------- | --- | -------------- |
| B 82521/522 | 7 décembre 2007   | –                | TER mi-BreizhGo | SBR | Ex-Transilien  |
| B 82531/532 | 6 février 2008    | –                | TER mi-BreizhGo | SBR | Ex-Transilien  |
| B 82541/542 | 18 juillet 2008   | –                | TER mi-BreizhGo | SBR | Ex-Transilien  |
| B 82545/546 | 1er août 2008     | –                | TER mi-BreizhGo | SBR | Ex-Transilien  |
| B 82571/572 | 21 avril 2009     | –                | Bretagne        | SBR | Iroise Hirwazh |
| B 82577/578 | 2 juin 2009       | –                | Bretagne        | SBR | –              |
| B 82589/590 | 24 juin 2009      | –                | Bretagne        | SBR | –              |
| B 82595/596 | 2 septembre 2009  | –                | Bretagne        | SBR | –              |
| B 82601/602 | 2 septembre 2009  | –                | Bretagne        | SBR | –              |
| B 82603/604 | 22 septembre 2009 | 1er juillet 2016 | Bretagne        | SBR | –              |
| B 82611/612 | 21 octobre 2009   | –                | Bretagne        | SBR | –              |
| B 82641/642 | 3 juin 2009       | –                | Bretagne        | SBR | –              |
| B 82643/644 | 24 juin 2009      | –                | Bretagne        | SBR | –              |

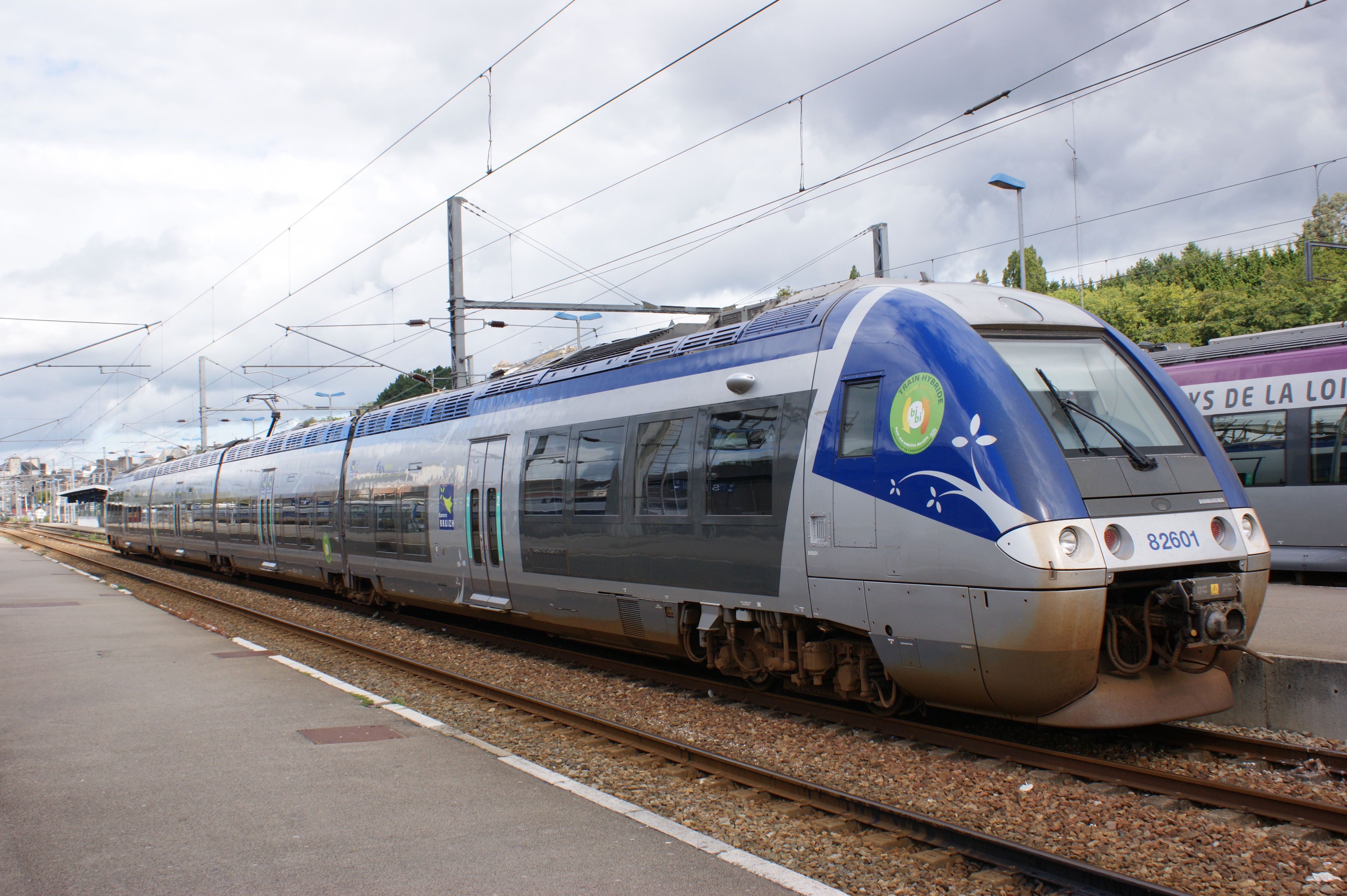
La B 82601/602 en gare de Quimper.

Le B 82603/04 est accidenté lors de sa mission TER no 854355 reliant Rennes à Saint-Malo, le 12 octobre 2011, lors d'un heurt avec un poids lourd au PN — de type SAL 2B — no 11 sur la commune de Saint-Médard-sur-Ille, en Ille-et-Vilaine)
Les B 82521/522, B 82531/532, B 82541/542 et B 82545/546 ont reçu la livrée particulière pour remplacer la livrée Transillen, elle sera basée sur la livrée originelle des autres AGC mais avec pour différence les portes et quelques stickers Breizhgo pour remplacer les stickers TER Bretagne.

### Matériel électrique

#### Z 21500

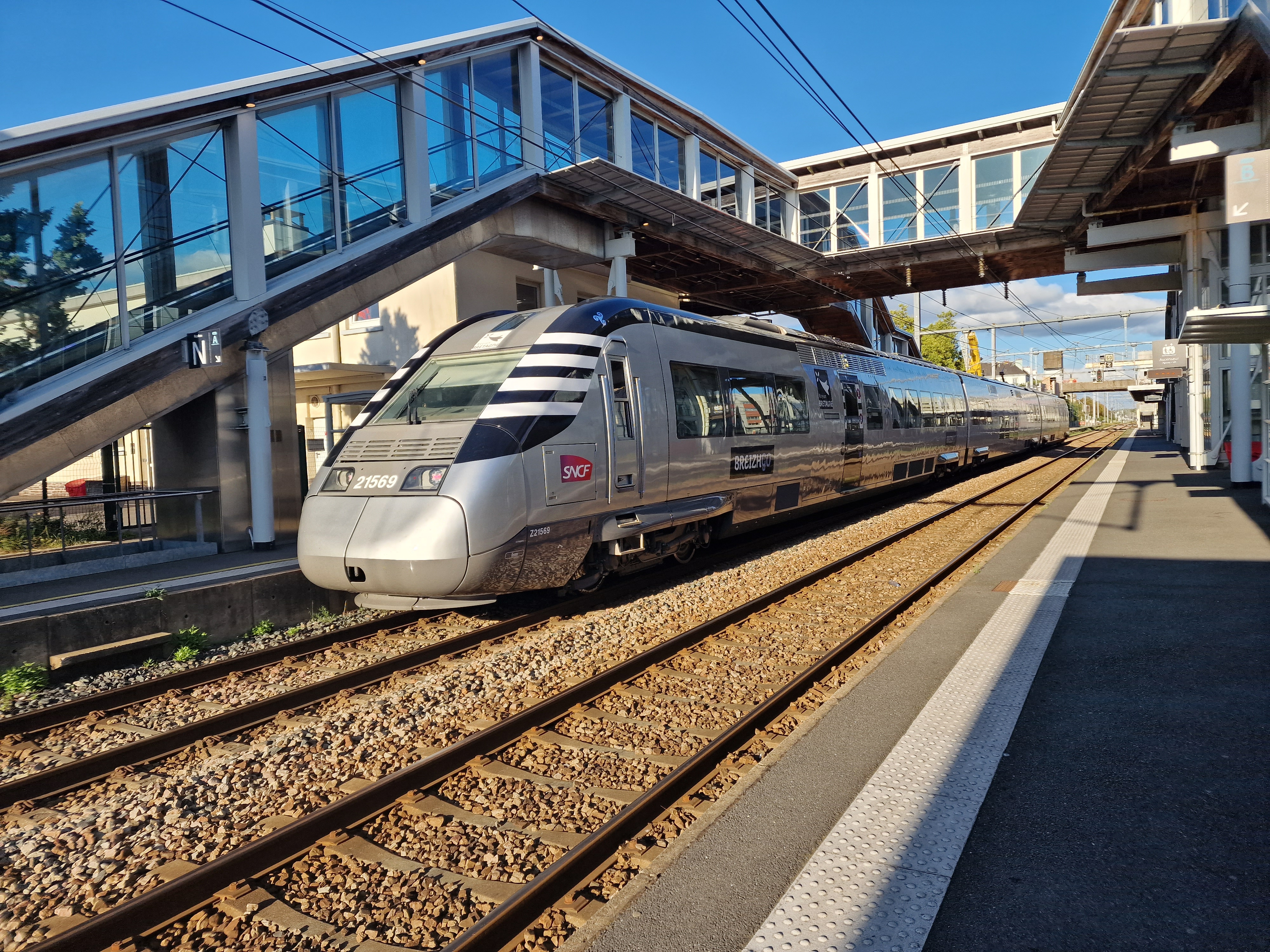
Z 21569/70 ex-rame MooviTER en Gare de Lorient

| Rames       | Mise en service   | Radiation | Livrée   | STF | Baptême/obs            |
| ----------- | ----------------- | --------- | -------- | --- | ---------------------- |
| Z 21535/536 | 28 juillet 2003   | –         | BreizhGo | SBR | –                      |
| Z 21537/538 | 1er août 2003     | –         | BreizhGo | SBR | –                      |
| Z 21541/542 | 4 septembre 2003  | –         | BreizhGo | SBR | –                      |
| Z 21545/546 | 24 septembre 2003 | –         | BreizhGo | SBR | –                      |
| Z 21549/550 | 8 octobre 2003    | –         | BreizhGo | SBR | –                      |
| Z 21551/552 | 28 octobre 2003   | –         | BreizhGo | SBR | –                      |
| Z 21557/558 | 25 novembre 2003  | –         | BreizhGo | SBR | –                      |
| Z 21563/564 | 13 janvier 2004   | –         | BreizhGo | SBR | –                      |
| Z 21569/570 | 27 février 2004   | –         | BreizhGo | SBR | Ex-Mooviter            |
| Z 21571/572 | 26 mars 2004      | –         | BreizhGo | SBR | –                      |
| Z 21575/576 | 9 avril 2004      | –         | BreizhGo | SBR | –                      |
| Z 21581/582 | 27 avril 2004     | –         | BreizhGo | SBR | –                      |
| Z 21583/584 | 7 mai 2004        | –         | BreizhGo | SBR | –                      |
| Z 21587/588 | 4 juin 2004       | –         | BreizhGo | SBR | –                      |
| Z 21589/590 | 18 juin 2004      | –         | BreizhGo | SBR | –                      |
| Z 21593/594 | 25 juin 2004      | –         | BreizhGo | SBR | –                      |
| Z 21599/600 | 21 juillet 2004   | –         | BreizhGo | SBR | –                      |
| Z 21607/608 | 17 septembre 2004 | –         | BreizhGo | SBR | Bayonne / Ex-Aquitaine |
| Z 21609/610 | 8 octobre 2004    | –         | BreizhGo | SBR | Ex-Aquitaine           |

#### Z 27500

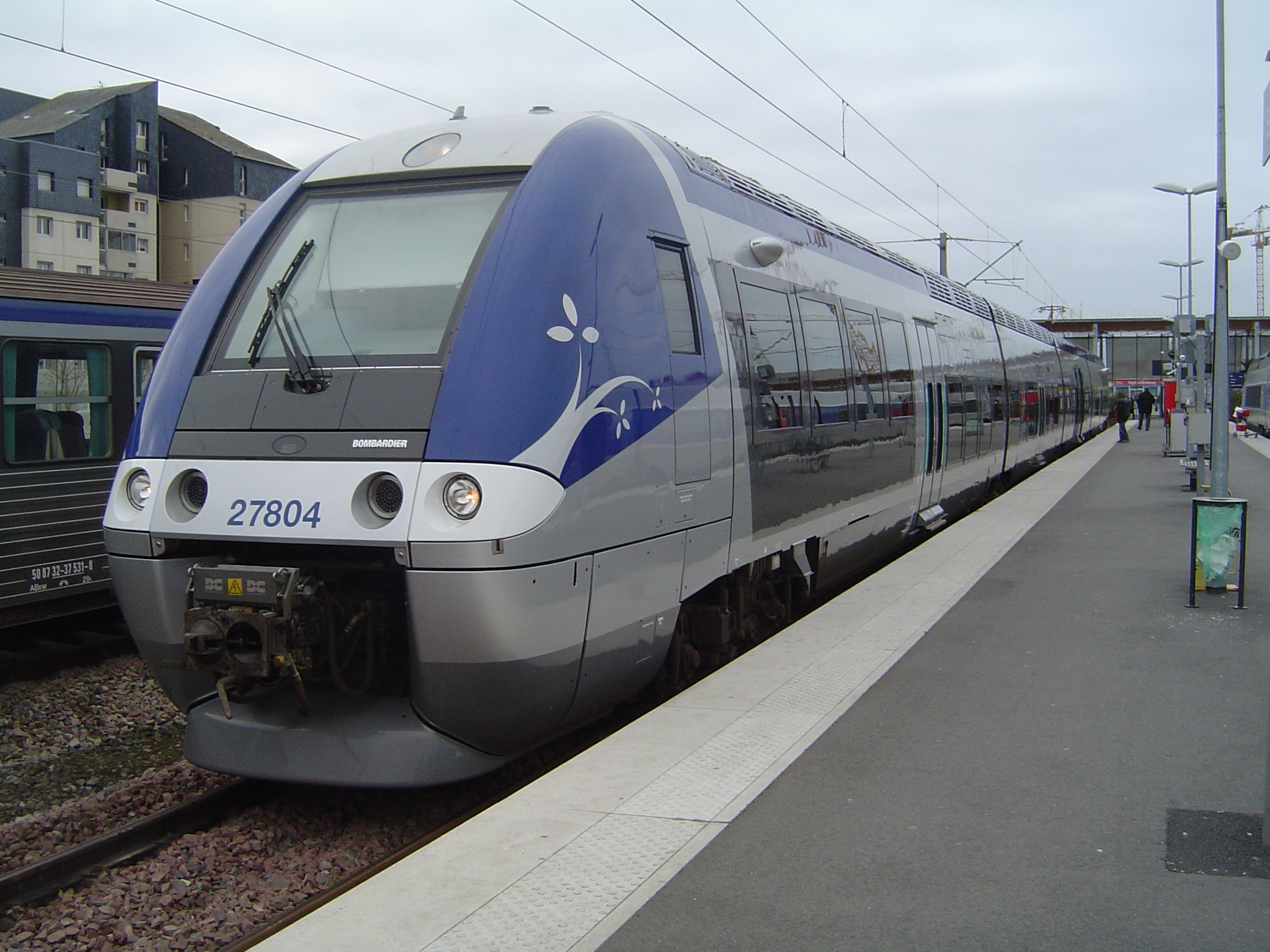
ZGC TER Bretagne en gare de Saint-Malo.

| Rames       | Caisses | Mise en service   | Radiation | Livrée | STF | Baptême/obs |
| ----------- | ------- | ----------------- | --------- | ------ | --- | ----------- |
| Z 27645/646 | 3       | 12 janvier 2007   | –         | TER    | SBR | –           |
| Z 27647/648 | 3       | 19 janvier 2007   | –         | TER    | SBR | –           |
| Z 27665/666 | 3       | 23 mai 2007       | –         | TER    | SBR | –           |
| Z 27679/680 | 3       | 14 juin 2007      | –         | TER    | SBR | –           |
| Z 27695/696 | 3       | 27 septembre 2007 | –         | TER    | SBR | –           |
| Z 27705/706 | 3       | 25 octobre 2007   | –         | TER    | SBR | –           |
| Z 27713/714 | 4       | 11 avril 2007     | –         | TER    | SBR | –           |
| Z 27715/716 | 4       | 24 mai 2007       | –         | TER    | SBR | –           |
| Z 27721/722 | 4       | 7 novembre 2007   | –         | TER    | SBR | –           |
| Z 27795/796 | 4       | 24 septembre 2008 | –         | TER    | SBR | –           |
| Z 27801/802 | 4       | 10 décembre 2008  | –         | TER    | SBR | –           |
| Z 27803/804 | 4       | 10 décembre 2008  | –         | TER    | SBR | –           |
| Z 27805/806 | 4       | 19 janvier 2009   | –         | TER    | SBR | –           |
| Z 27815/816 | 4       | 19 janvier 2009   | –         | TER    | SBR | –           |

#### Z 55500 - Regio 2N

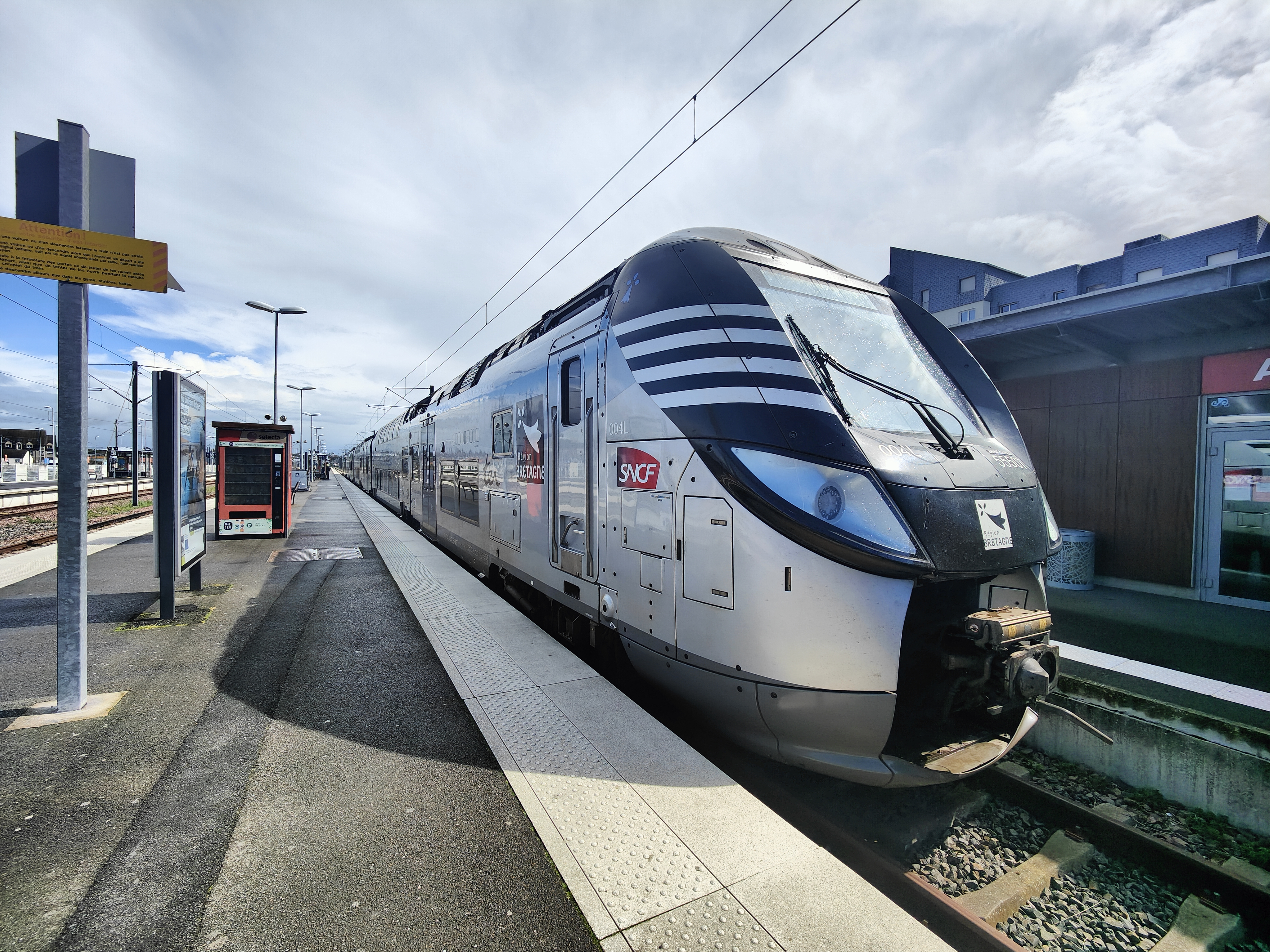
Regio 2N en livrée TER BreizhGo en gare de Saint-Malo.

| Rames           | identif. | Mise en service  | Radiation | Livrée   | STF | Baptême/obs |
| --------------- | -------- | ---------------- | --------- | -------- | --- | ----------- |
| Z 55507/5507508 | 004L     | 26 avril 2017    | –         | BreizhGo | SBR | –           |
| Z 55531/5507532 | 016L     | 11 décembre 2014 | –         | BreizhGo | SBR | –           |
| Z 55553/5507554 | 027L     | 27 octobre 2014  | –         | BreizhGo | SBR | –           |
| Z 55557/5507558 | 029L     | 31 décembre 2014 | –         | BreizhGo | SBR | –           |
| Z 55569/5507570 | 035L     | 22 décembre 2014 | –         | BreizhGo | SBR | –           |
| Z 55571/5507572 | 036L     | 29 décembre 2014 | –         | BreizhGo | SBR | –           |
| Z 55599/5507600 | 050L     | 17 novembre 2017 | –         | BreizhGo | SBR | –           |
| Z 55611/5507612 | 056L     | 21 décembre 2017 | –         | BreizhGo | SBR | –           |
| Z 55621/5507622 | 061L     | 8 janvier 2018   | –         | BreizhGo | SBR | –           |
| Z 55633/5507634 | 067L     | 24 janvier 2018  | –         | BreizhGo | SBR | –           |
| Z 55635/5507636 | 068C     | 3 mars 2016      | –         | BreizhGo | SBR | –           |
| Z 55647/5507648 | 074C     | 3 mars 2016      | –         | BreizhGo | SBR | –           |
| Z 55659/5507660 | 080C     | 12 mai 2016      | –         | BreizhGo | SBR | –           |
| Z 55671/5507672 | 086C     | 1er juin 2016    | –         | BreizhGo | SBR | –           |
| Z 55727/5507728 | 114C     | 14 février 2017  | –         | BreizhGo | SBR | –           |
| Z 55735/5507736 | 118C     | 13 juin 2017     | –         | BreizhGo | SBR | –           |
| Z 55737/5507738 | 119C     | 5 juillet 2017   | –         | BreizhGo | SBR | –           |
| Z 55743/5507744 | 122L     | 5 août 2015      | –         | BreizhGo | SBR | –           |
| Z 55751/5507752 | 126L     | 24 janvier 2017  | –         | BreizhGo | SBR | –           |
| Z 55755/5507756 | 128L     | 19 mai 2017      | –         | BreizhGo | SBR | –           |
| Z 55757/5507758 | 129L     | 3 avril 2017     | –         | BreizhGo | SBR | –           |
| Z 55759/5507760 | 130L     | 12 décembre 2018 | –         | BreizhGo | SBR | –           |
| Z 55761/5507762 | 131L     | 7 janvier 2019   | –         | BreizhGo | SBR | –           |
| Z 55763/5507764 | 132L     | 7 janvier 2019   | –         | BreizhGo | SBR | –           |
| Z 55765/5507766 | 133L     | 5 mars 2019      | –         | BreizhGo | SBR | –           |
| Z 55767/5507768 | 134L     | 10 avril 2019    | –         | BreizhGo | SBR | –           |

## Autocars
| Caractéristiques | Caractéristiques                              | Caractéristiques             | Photos |
| --- | --------------------------------------------- | ---------------------------- | ------ |
| Irizar i4 14m GNV |                                               |                              |        |
| Type : Autocar interurbain long (14 mètres)                                                                                 |                                               |                              |        |
| Quantité : 3 |                                               |                              |        |
| Numéros de parc : ? |                                               |                              |        |
| Mise en service Depuis 2023                                                                                                 | Lignes Pontivy - Rennes Loudéac - Rennes      | Exploitant CAT 56 (Transdev) |        |
| Notes Équipés d'une rampe PMR. Motorisation Scania au gaz. Dépôt de la CAT 56 de Pontivy et de la CAT 35 de Rennes.         |                                               |                              |        |
| Iveco Bus Crossway Line HV                                                                                                  |                                               |                              |        |
| Type : Autocar interurbain long (13 mètres)                                                                                 |                                               |                              |        |
| Quantité : 2 |                                               |                              |        |
| Numéros de parc : ? |                                               |                              |        |
| Mise en service Depuis 2018                                                                                                 | Ligne Nord-Sud (St-Brieuc - Vannes / Lorient) | Exploitant CAT 56 (Transdev) |        |
| Notes Équipés d'une rampe PMR. Motorisation Iveco au diesel. Dépôt de la CAT 56 de Vannes, Lorient et Pontivy.              |                                               |                              |        |
| Iveco Bus Crossway Line HV GNV                                                                                              |                                               |                              |        |
| Type : Autocar interurbain long au gaz (13 mètres)                                                                          |                                               |                              |        |
| Quantité : 3 |                                               |                              |        |
| Numéros de parc : ? |                                               |                              |        |
| Mise en service Depuis 2022                                                                                                 | Lignes Pontivy - Rennes Loudéac - Rennes      | Exploitant CAT 56 (Transdev) |        |
| Notes Équipés d'une rampe PMR. Motorisation Iveco au gaz. Dépôt de la CAT 56 de Pontivy et de la CAT 35 de Rennes.          |                                               |                              |        |
| Iveco Bus Evadys |                                               |                              |        |
| Type : Autocar interurbain long (13 mètres)                                                                                 |                                               |                              |        |
| Quantité : 3 |                                               |                              |        |
| Numéros de parc : ? |                                               |                              |        |
| Mise en service Depuis 2018                                                                                                 | Ligne Nord-Sud (St-Brieuc - Vannes / Lorient) | Exploitant CAT 56 (Transdev) |        |
| Notes Équipés d'une rampe PMR. Motorisation Iveco au diesel. Dépôt de la CAT 22 de Saint-Brieuc et de la CAT 56 de Pontivy. |                                               |                              |        |

Date de dernière mise à jour : 31 août 2024.

## Matériel disparu
- Autorails X 2800 (CFTA)
- Autorails X 4500
- Automotrices Z 9600

### Locomotives électriques

#### BB 25500
| Motrice  | Mise en service   | Radiation        | Livrée        | STF | Baptême/obs |
| -------- | ----------------- | ---------------- | ------------- | --- | ----------- |
| BB 25590 | 19 janvier 1973   | 11 mai 2017      | Béton         | SBR | –           |
| BB 25594 | 26 février 1973   | 22 juin 2015     | Béton         | SBR | –           |
| BB 25595 | 8 mars 1973       | 24 novembre 2017 | Multiservice  | SBR | –           |
| BB 25597 | 19 mars 1973      | 22 juin 2015     | Ile de France | SBR | –           |
| BB 25599 | 2 avril 1973      | 22 juin 2015     | Ile de France | SBR | –           |
| BB 25600 | 15 avril 1973     | 7 mars 2018      | Ile de France | SBR | –           |
| BB 25601 | 18 avril 1973     | 22 juin 2015     | Ile de France | SBR | –           |
| BB 25625 | 29 décembre 1974  | 22 juin 2015     | Béton         | SBR | –           |
| BB 25637 | 16 février 1975   | 11 mai 2017      | Béton         | SBR | –           |
| BB 25643 | 19 mars 1975      | 7 mars 2018      | Béton         | SBR | –           |
| BB 25650 | 26 avril 1975     | 4 juin 2016      | En Voyage     | SBR | –           |
| BB 25655 | 20 mai 1975       | 7 mars 2018      | Béton         | SBR | –           |
| BB 25674 | 8 septembre 1975  | 18 novembre 2013 | Béton         | SBR | –           |
| BB 25681 | 20 octobre 1975   | 11 décembre 2017 | Béton         | SBR | –           |
| BB 25689 | 1er décembre 1975 | 22 décembre 2017 | Béton         | SBR | –           |
| BB 25690 | 10 décembre 1975  | 7 mars 2018      | Béton         | SBR | –           |

### Matériel automoteurs

#### X 2100
| Rames  | Mise en service   | Radiation         | Livrée | STF | Baptême/obs |
| ------ | ----------------- | ----------------- | ------ | --- | ----------- |
| X 2111 | 1er avril 1981    | 27 août 2015      | TER    | SBR | –           |
| X 2113 | 6 avril 1981      | 6 mars 2015       | TER    | SBR | –           |
| X 2114 | 6 mai 1981        | 6 mars 2015       | TER    | SBR | –           |
| X 2115 | 6 mai 1981        | 18 décembre 2017  | TER    | SBR | –           |
| X 2116 | 29 mai 1981       | 13 novembre 2017  | TER    | SBR | –           |
| X 2117 | 29 juin 1981      | 12 septembre 2015 | TER    | SBR | –           |
| X 2123 | 3 novembre 1981   | 11 décembre 2015  | TER    | SBR | –           |
| X 2124 | 23 janvier 1981   | 27 mai 2018       | TER    | SBR | –           |
| X 2134 | 24 mars 1982      | 13 novembre 2017  | TER    | SBR | –           |
| X 2135 | 30 mars 1982      | 27 mai 2018       | TER    | SBR | –           |
| X 2136 | 6 avril 1982      | 13 novembre 2017  | TER    | SBR | –           |
| X 2137 | 9 avril 1982      | 18 décembre 2017  | TER    | SBR | –           |
| X 2139 | 5 mai 1982        | 27 mai 2018       | TER    | SBR | –           |
| X 2140 | 26 mai 1982       | 22 décembre 2017  | TER    | SBR | –           |
| X 2141 | 8 juin 1982       | 27 mai 2018       | TER    | SBR | –           |
| X 2142 | 16 juin 1982      | 11 mai 2017       | TER    | SBR | –           |
| X 2144 | 29 juillet 1982   | 22 décembre 2017  | TER    | SBR | –           |
| X 2145 | 5 août 1982       | 27 mai 2018       | TER    | SBR | –           |
| X 2146 | 28 septembre 1982 | 13 novembre 2017  | TER    | SBR | –           |
| X 2147 | 3 novembre 1982   | 11 mai 2017       | TER    | SBR | –           |
| X 2148 | 6 janvier 1983    | 29 août 2017      | TER    | SBR | –           |

### Matériel remorqué voyageurs

#### RRR
Le parc était composé de 11 rames réversibles régionales (RRR) de trois caisses numérotées de 1 à 11 réforme de 20.. à 2018.

### Autocars
| Caractéristiques | Caractéristiques                                                     | Caractéristiques                         | Photos |
| --- | -------------------------------------------------------------------- | ---------------------------------------- | ------ |
| Iveco Bus Crossway Line |                                                                      |                                          |        |
| Type : Autocar interurbain long (13 mètres) |                                                                      |                                          |        |
| Quantité : ? |                                                                      |                                          |        |
| Numéros de parc : ? |                                                                      |                                          |        |
| Mise en service ? - 2024 | Ligne Saint-Brieuc - Dinan                                           | Exploitant Rouillard                     |        |
| Notes Équipés d'une rampe PMR. Motorisation Iveco au diesel. Dépôt de Rouillard à Plérin. Les cars étaient utilisés en remplacement durant les travaux de la ligne ferroviaire. |                                                                      |                                          |        |
| MAN Lion's Regio |                                                                      |                                          |        |
| Type : Autocar standard long (13 mètres) |                                                                      |                                          |        |
| Quantité : 4 |                                                                      |                                          |        |
| Numéros de parc : 12302, 12303, 12346, 12347 |                                                                      |                                          |        |
| Mise en service 2012 - 2018 | Ligne Nord-Sud (St-Brieuc - Vannes / Lorient)                        | Exploitant CAT 22 - CTM (Transdev)       |        |
| Notes Motorisation diesel. Dépôt de la CTM (CAT 56) de Pontivy et la CAT 22 de Saint-Brieuc. Utilisés ensuite pour du transport scolaire.                                       |                                                                      |                                          |        |
| Mercedes-Benz Intouro |                                                                      |                                          |        |
| Type : Autocar standard long (13 mètres) |                                                                      |                                          |        |
| Quantité : ? |                                                                      |                                          |        |
| Numéros de parc : ? |                                                                      |                                          |        |
| Mise en service 2012 - 2018 | Lignes - Nord-Sud (St-Brieuc - Vannes / Lorient) - St-Brieuc - Dinan | Exploitants - CTM (Transdev) - Rouillard |        |
| Notes Motorisation diesel. Dépôt de la CTM (CAT 56) de Pontivy et Rouillard Plérin. Utilisés ensuite pour du transport scolaire.                                                |                                                                      |                                          |        |
| Renault FR1 |                                                                      |                                          |        |
| Type : Autocar standard (12 mètres) |                                                                      |                                          |        |
| Quantité : ? |                                                                      |                                          |        |
| Numéros de parc : ? |                                                                      |                                          |        |
| Mise en service ? | Ligne Nord-Sud (St-Brieuc - Vannes / Lorient)                        | Exploitant CTM                           |        |
| Notes Motorisation diesel. Dépôt de la CTM de Pontivy. |                                                                      |                                          |        |
| Renault / Irisbus Iliade |                                                                      |                                          |        |
| Type : Autocar standard (12 mètres) |                                                                      |                                          |        |
| Quantité : ? |                                                                      |                                          |        |
| Numéros de parc : ? |                                                                      |                                          |        |
| Mise en service ? | Ligne Nord-Sud (St-Brieuc - Vannes / Lorient)                        | Exploitant CTM                           |        |
| Notes Motorisation diesel. Dépôt de la CTM de Pontivy. |                                                                      |                                          |        |
| Setra S 415 GT |                                                                      |                                          |        |
| Type : Autocar standard (12 mètres) |                                                                      |                                          |        |
| Quantité : 1 |                                                                      |                                          |        |
| Numéro de parc : 0804 |                                                                      |                                          |        |
| Mise en service ... - 2018 | Ligne Nord-Sud (St-Brieuc - Vannes / Lorient)                        | Exploitant CTM (Transdev)                |        |
| Notes Motorisation diesel. Dépôt de la CTM de Pontivy. |                                                                      |                                          |        |